# Dewoitine D.7
Девуатин D.7 (Dewoitine D.7) — французский спортивный самолёт, строившийся в середине 1920-х годов.

## Конструкция
Девуатин D.7 — моноплан стандартной схемы, с толстым консольным крылом, расположенным посередине фюзеляжа. Его одноместная открытая кабина была оснащена небольшим ветровым щитком и располагалась прямо над крылом. Самолёт был оснащён стандартным жёстко закреплённым шасси и хвостовым костылём.
Фюзеляж был полностью деревянным, состоял из 4х лонжеронов и обшит фанерой. Крыло спереди было фанерным, а сзади обтянуто брезентом. В правом крыле находилась трубка спидометра. Управление поверхностями осуществлялось тросами.
D.7 мог оснащаться различными малыми моторами, в частности самолёт оснащали звездобразными Salmson AD.3 (9kW), оппозитными двухцилиндровым Clerget 2K или четырёхцилиндровым Vaslin, а также рядным шестицилиндровым мотором Vaslin с водяным охлаждением. Мотор приводил в движение двухлопастный винт. Топливный бак на 45 литров находился перед пилотом, топлива хватало на 5 часов.

## История эксплуатации
В начале 1920х годов Эмиль Девуатин на базе планера Р.3 разработал спортивный самолёт D.7.
6 мая 1923 года Жорж Барбо на этой авиетке получил приз газеты Le Matin (25 000 франков) за пересечение Ла-Манша в обоих направлениях на самолёте с мотором объёмом менее 1500 см³. Однако в последующих конкурсах авиетка этой модели начала проигрывать конкурирующим моделям.
В конце 1923 года военное министерство Чехословакии приобрело D.7 с бортовым номером 3 и два планера P.3.

Имеются свидетельства, что один из самолётов был приобретён японской армией.
Считается, что было построено от 5 до 10 авиеток этой модели, хотя на 9-м Международном салоне в Париже в декабре 1924 был показан самолёт D.7 с бортовым номером 16.

## Операторы
Франция
 Чехословакия
 Япония

## Технические характеристики
- с мотором AD.3[4]

Источник данных: "Уголок неба - Dewoitine D.7"

Технические характеристики
- Экипаж: 1 пилот
- Длина: 5,60 м
- Размах крыла: 12,6 м
- Высота:
- Площадь крыла: 15,0 м²
- Масса пустого: 150 кг
- Максимальная взлётная масса: 250 кг
- Масса топлива во внутренних баках: 45 л
- Силовая установка: 1 × звездообразный, воздушного охлаждения Salmson AD.3
- Мощность двигателей: 1 × 12 л.с. (1 × 9 кВт)

Лётные характеристики
- Максимальная скорость: 90 км/ч
- Крейсерская скорость: 75 км/ч
- Практический потолок: 3 000 м